# شعتا
شعتا (به عربی: شعتا) یک منطقهٔ مسکونی در عربستان سعودی است که در استان مدینه واقع شده‌است.